# Change the Game
Change the Game è il secondo singolo estratto da The Dynasty: Roc La Familia, quinto album del rapper statunitense Jay-Z. Pubblicato il 9 gennaio del 2001 da Def Jam e Roc-A-Fella, è prodotto da Rick Rock e vede la collaborazione di Beanie Sigel, Memphis Bleek & Static Major. Il lato B del singolo è You, Me, Him and Her prodotto da Bink! con la partecipazione di Amil, Beanie Sigel e Memphis Bleek.
Il singolo entra nella Hot 100, ma non scala le classifiche statunitensi.

## Tracce

### CD
1. Change the Game (Radio Edit) - 3:40
2. Change the Game (Instrumental)' - 3-40

### Vinile
Lato A
1. Change the Game (Radio Edit) - 3:07
2. Change the Game (LP Version) - 3:08
3. Change the Game (Instrumental) - 3:05

Lato B
1. You, Me, Him and Her (Radio Edit) - 3:46
2. You, Me, Him and Her (LP Version) - 3:46
3. You, Me, Him and Her (Instrumental) - 3:43

## Classifiche

### Classifiche settimanali
| Classifica (2001)        | Posizione massima |
| ------------------------ | ----------------- |
| Stati Uniti              | 86                |
| US Hot R&B/Hip-Hop Songs | 29                |
| US Hot Rap Songs         | 10                |